# Lance Davids
Lance Davids est un footballeur sud-africain né le 11 avril 1985 au Cap. Cet ailier très prometteur compte 23 sélections avec l'Afrique du Sud.

## Carrière
- 2000-2001 : Hellenic FC  Afrique du Sud (équipe de jeunes)
- 2001-2003 : TSV Munich 1860  Allemagne (équipe de jeunes)
- 2003-2005 : TSV Munich 1860 II  Allemagne
- 2005-2006 : TSV Munich 1860  Allemagne
- jan. 2006-déc. 2008 : Djurgårdens IF  Suède
- jan. 2009-2009 : Supersport United  Afrique du Sud
- 2009-2010 : Ajax Cape Town  Afrique du Sud
- 2010-jan. 2013 : Lierse SK  Belgique
- depuis jan. 2013 : Ajax Cape Town  Afrique du Sud